# Nicolaus Otto
Nikolaus August Otto (Colonia, 10 de junio de 1832-ibidem, 26 de enero de 1891) fue un ingeniero alemán reconocido mundialmente por haber creado en 1876 el primer motor de benzina de cuatro tiempos con carga comprimida que fue la base para todos los motores posteriores de combustión interna. En 1864 fundó junto con Eugen Langen la primera fábrica de motores en el mundo llamada "NA Otto & Cie". Fue el padre de Gustav Otto, cofundador de BMW con Karl Rapp en 1917.

## Semblanza

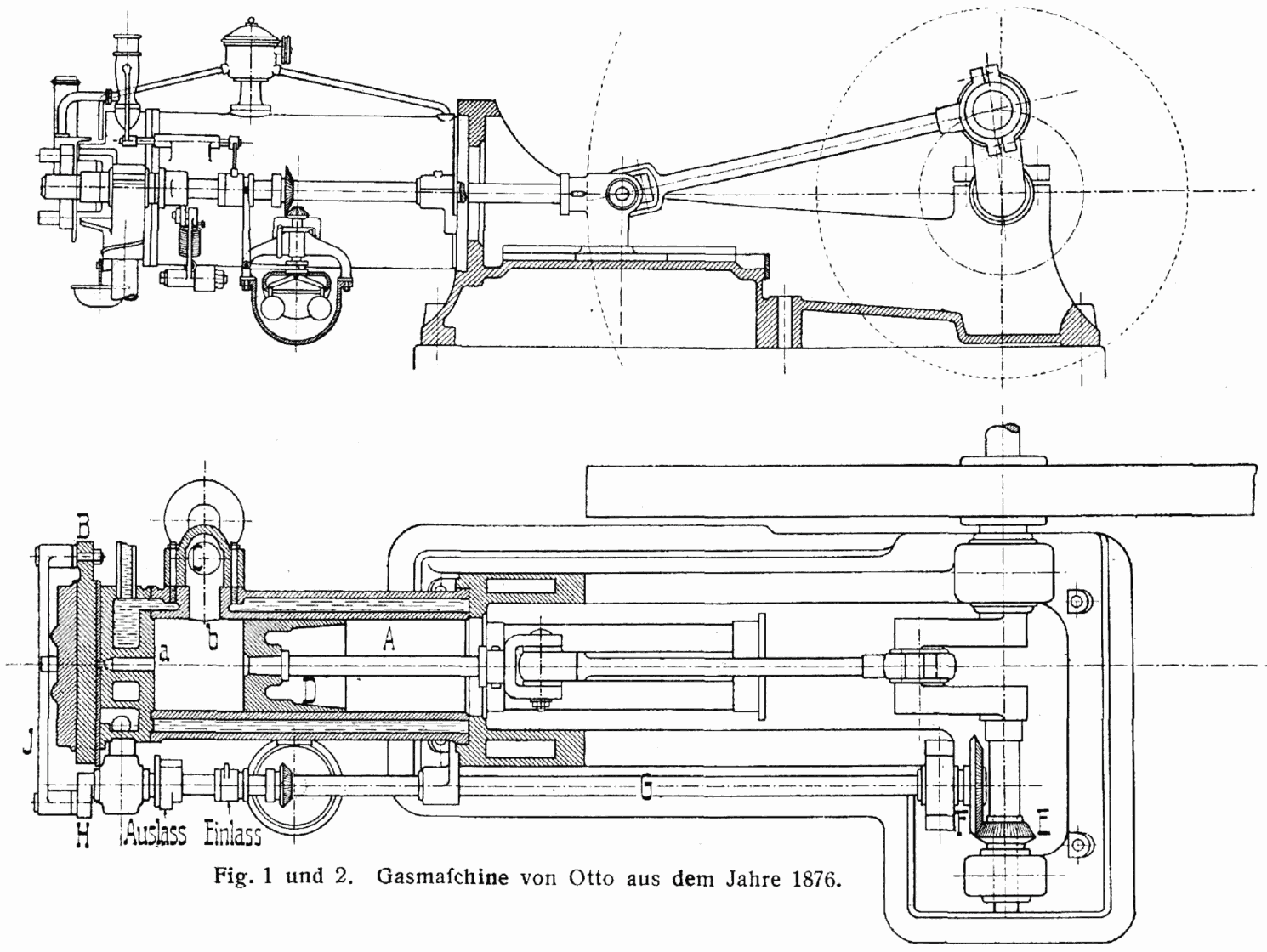
Η Gaskraftmaschine του 1876

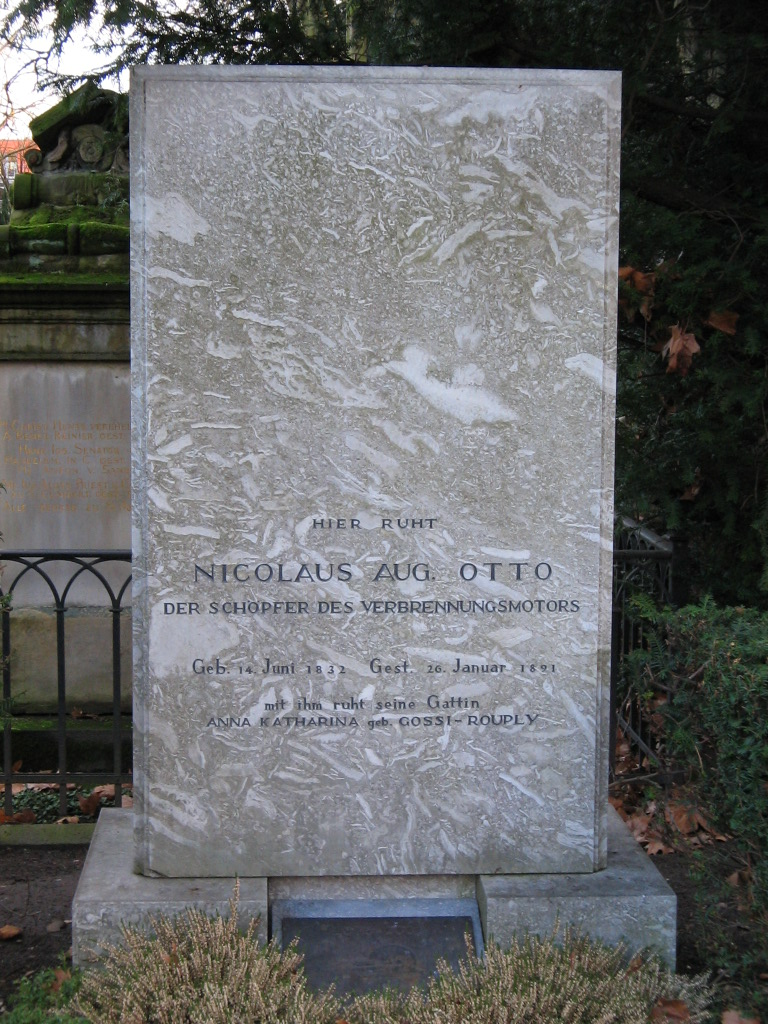
Sepultura de Nicolaus Otto

Otto viajó a Italia, donde se interesó por las máquinas de gas del ingeniero e inventor belga Etienne Lenoir. Inició su carrera profesional como comerciante, aunque pronto la abandonó para dedicarse a la fabricación de máquinas motrices de combustión.
A pesar de no tener una formación técnica sólida, Otto fabricó su primera máquina en 1867. En 1869 fundó una empresa junto con el industrial alemán Eugen Langen. Siete años más tarde, Otto abrió otra fábrica en Deutz, cerca de Colonia.
Realizó notables estudios sobre el motor de gas y en 1872 llevó a la práctica la construcción del motor de combustión interna de cuatro tiempos. De este modo creó una máquina motriz estática a partir de la cual desarrollaría el motor Otto. Este se hizo famoso en todo el mundo como máquina para el accionamiento de vehículos, trenes, barcos y aviones. Este motor sirvió de base para la invención del motor diésel.
En los 15 años siguientes se vendieron más de 50 000 motores, muchos de los cuales se emplearon en fábricas de maquinaria. En 1884, la patente de Otto se hizo pública.

## Reconocimientos
- La VDI (Asociación de Ingenieros Alemanes) creó la norma DIN 1940, en la que se dice "Motor Otto: motor de combustión interna en el que la ignición de la mezcla de aire comprimido se inicia por una chispa temporizada", desde entonces, ha sido aplicada a todos los motores de este tipo.[2]